# Мирек Тополанек
Мѝрек То̀поланек (на чешки: Mirek Topolánek, ˈmɪrɛk ˈtopolaːnɛk]) е чешки политик от Гражданската демократична партия.
Роден е на 15 май 1956 година във Всетин. Завърша машинно инженерство във Висшето техническо училище в Бърно. През 1989 година се включва в опозиционното движение Граждански форум, през 1994 година става член на Гражданската демократическа партия, а през 1996 година е избран в Сената. През 2002 година заменя Вацлав Клаус начело на партията, която ръководи до 2010 година. През 2006 – 2009 година е министър-председател, начело на две правителства на малцинството – самостоятелно на Гражданската демократическа партия и коалиция с Християнски и демократичен съюз – Чехословашка народна партия и Зелената партия. През 2018 година е независим кандидат за президент, но остава шести с 4% от гласовете.